# Otto Fretter-Pico
Otto Fretter-Pico (Karlsruhe, 2 febbraio 1893 – Flims, 30 luglio 1966) è stato un generale tedesco, decorato con la Croce di Cavaliere della Croce di Ferro.

## Biografia

### La prima guerra mondiale
Otto Fretter-Pico si arruolò nell'esercito del Württemberg come allievo ufficiale il 14 luglio 1914, come suo fratello maggiore, il futuro General der Artillerie Maximilian Fretter-Pico. Fu assegnato al 1. Badisches Feldartillerie-Regiment Nr. 14, con il quale fu inviato al fronte, dove fu ferito dopo pochi giorni. Nell'autunno del 1914, tornò al fronte e fu promosso tenente il 27 gennaio 1915. Durante la guerra, ricevette la Croce di Ferro ed altre decorazioni.

### Periodo interbellico
Dopo la guerra fu trasferito nella Reichsheer, dove fu inizialmente assegnato al Reichswehr-Artillerie-Regiment 13 e poi nello stato maggiore del 2° battaglione del 5. Artillerie-Regiment. Nell'autunno del 1924 fu trasferito alla 6° batteria del suo reggimento e fu promosso capitano il 1° febbraio 1928. Successivamente lavorò al ministero della difesa e nella primavera del 1930 fu spostato nello stato maggiore del 5. Artillerie-Regiment. Il 1° ottobre 1930 fu trasferito alla 7. (Bayer.) Fahr-Abteilung ed il 1° ottobre 1933 fu nominato comandante del 2° squadrone della 7. (Bayer.) Fahr-Abteilung. Il 1° ottobre 1934 fu trasferito al ministero della difesa, dove assegnato all'ispettorato di artiglieria ed il 1° gennaio 1935 fu promosso maggiore. Il 1° ottobre 1937 fu promosso tenente colonnello ed in quanto tale, il 10 novembre 1938 fu nominato comandante del Beobachtungs-Abteilung 7.

### La seconda guerra mondiale
Guidò la sua unità durante la campagna di Polonia ed all'inizio di febbraio 1940, fu nominato comandante del Artillerie-Regiment 297, che guidò durante la campagna di Francia, durante la quale ricevette entrambe le Croci di Ferro. Il 1° settembre 1940 fu promosso a Oberst e guidò il reggimento durante l'operazione Barbarossa. L'11 dicembre 1941 gli fu conferita la Croce d'Oro Tedesca e nel marzo 1942, lasciò il comando del suo reggimento. Fu quindi nominato Artilleriekommandeur 102 e a fine anno fu trasferito in riserva. Venne poi spostato all'Heeresgruppe B ed alla fine di febbraio 1943 gli fu assegnato il comando della 57. Infanterie-Division, come Maggiore Generale. Nel settembre 1943 fu trasferito nuovamente in riserva ed alla fine di settembre 1943 fu nominato comandante della 148. Reserve Infanterie-Division. Il 20 ottobre 1944 fu promosso tenente generale ed il 12 dicembre 1944 gli fu conferita la Croce di Cavaliere della Croce di Ferro. Si arrese alle truppe brasiliane, statunitensi e partigiane al termine della battaglia della Sacca di Fornovo combattuta tra il 26 ed il 29 aprile 1945. Restò prigioniero negli Stati Uniti fino al 1948 e quando fu rilasciato. Andò a vivere in Svizzera e morì a Flims nel 1966.